# Simbabwische Volleyballnationalmannschaft der Frauen
Die simbabwische Volleyballnationalmannschaft der Frauen ist die Auswahl simbabwischer Volleyballspielerinnen, welche die Zimbabwe Volleyball Association (ZVA) auf internationaler Ebene, beispielsweise in Freundschaftsspielen gegen die Auswahlmannschaften anderer nationaler Verbände, aber auch bei internationalen Wettbewerben repräsentiert. 1982 trat der nationale Verband dem Weltverband Fédération Internationale de Volleyball (FIVB) bei. Im August 2012 wurde die Mannschaft auf Platz 96 der Weltrangliste geführt.

## Internationale Wettbewerbe

### Simbabwe bei Weltmeisterschaften
Die Mannschaft konnte sich bisher nicht für eine Weltmeisterschaft qualifizieren.

### Simbabwe bei Olympischen Spielen
Bisher gelang es der Mannschaft nicht, sich für die olympischen Wettbewerbe zu qualifizieren.

### Simbabwe bei Afrikameisterschaften
Die Mannschaft kann bisher keine Teilnahmen an der Afrikameisterschaft vorweisen:
| - 1976: nicht qualifiziert - 1985: nicht qualifiziert - 1987: nicht qualifiziert - 1989: nicht qualifiziert - 1991: nicht qualifiziert - 1993: nicht qualifiziert - 1995: nicht qualifiziert - 1997: nicht qualifiziert | - 1999: nicht qualifiziert - 2001: nicht qualifiziert - 2003: nicht qualifiziert - 2005: nicht qualifiziert - 2007: nicht qualifiziert - 2009: nicht qualifiziert - 2011: nicht qualifiziert |

### Simbabwe bei den Afrikaspielen
Simbabwes Volleyballnationalmannschaft der Frauen nahm bisher mindestens ein Mal an den Wettbewerben der Afrikaspiele teil, das Ergebnis aus dem Jahr 1995 ist jedoch nicht bekannt.

### Simbabwe beim World Cup
Simbabwe kann bisher keine Teilnahme am World Cup – dem Qualifikationsturnier für die Olympischen Spiele – vorweisen.

### Simbabwe beim World Grand Prix
Der World Grand Prix fand bisher ohne simbabwische Beteiligung statt.